# Drübeck

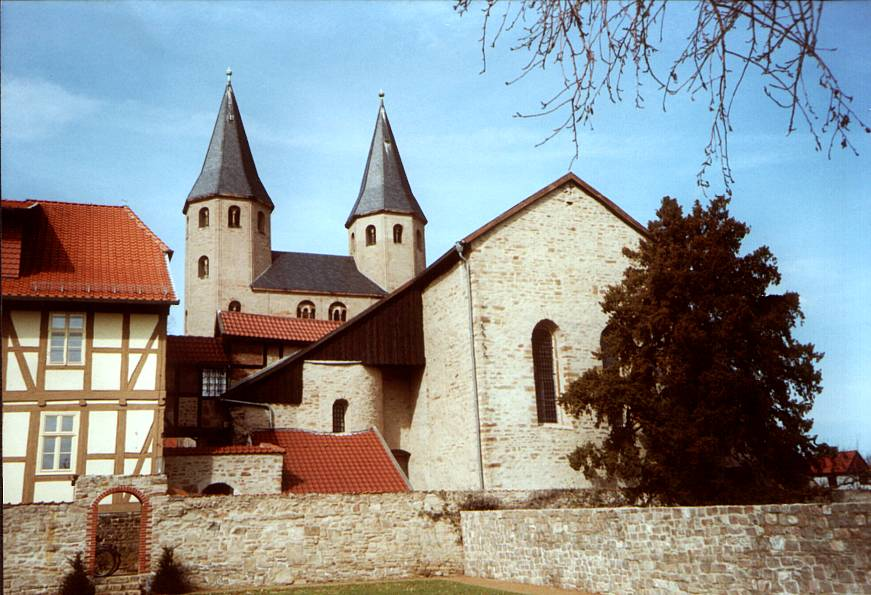
Kloster Drübeck

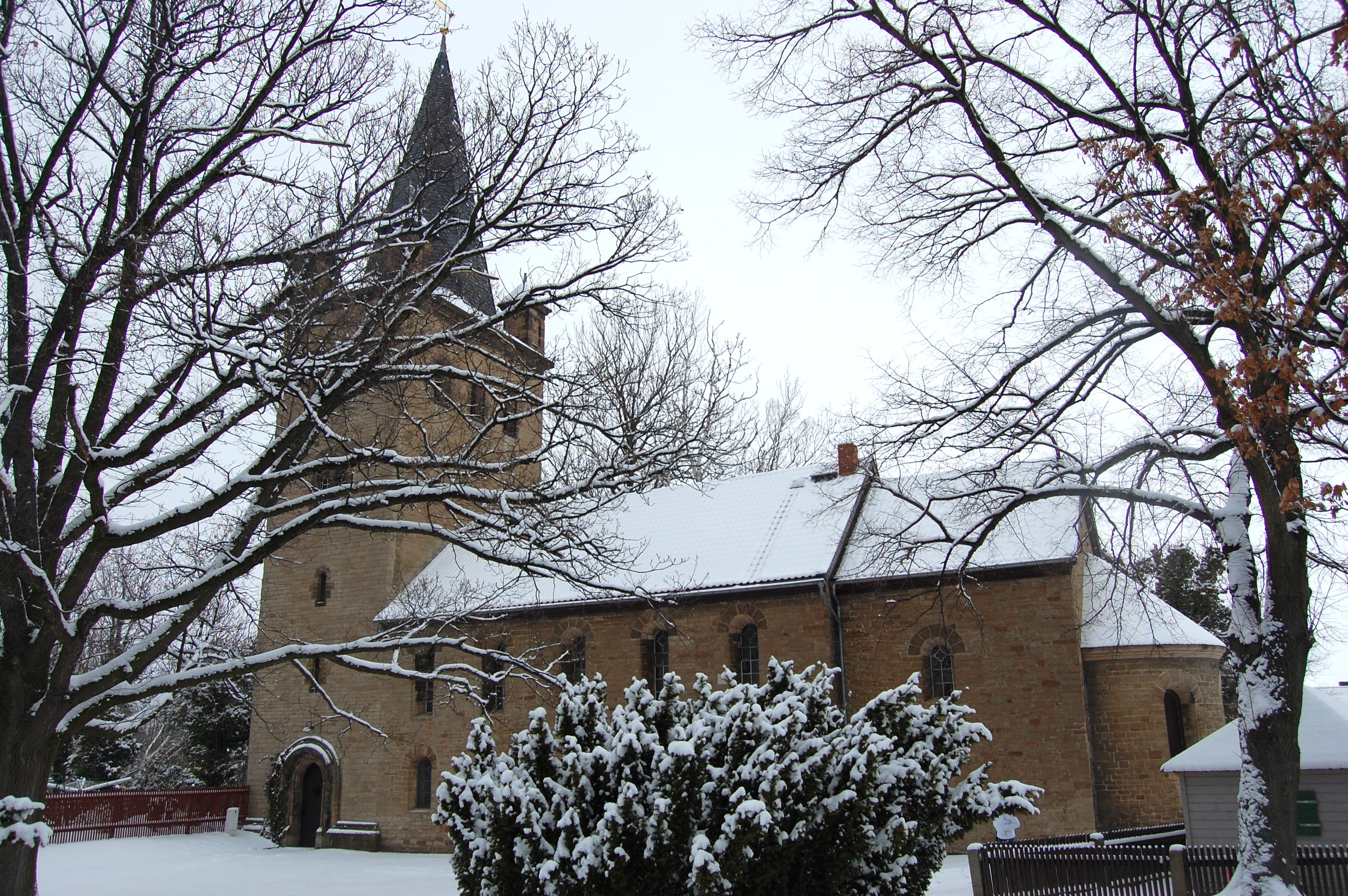
Sankt-Bartholomäus-Kirche

Drübeck ist ein Ortsteil der Stadt Ilsenburg (Harz) im Landkreis Harz in Sachsen-Anhalt (Deutschland). Er ist seit 2012 staatlich anerkannter Erholungsort.

## Geografie
Drübeck liegt auf einer Höhe von 258 m ü. NN am Nordrand des Harzes zwischen Darlingerode im Osten und Ilsenburg (Harz) im Westen. Südlich des Dorfes liegt Oehrenfeld.

## Geschichte
Der Ursprung Drübecks geht auf ein Benediktinerinnenkloster zurück, dessen erste urkundliche Erwähnung im Jahre 960 durch König Otto I. erfolgte. Haupt- und Namenspatron des Klosters Drübeck war der Heilige Vitus (Veit). Im 10. Jahrhundert wurde die romanische Klosterkirche gebaut, die heute als weitbekanntes Denkmal romanischer Architektur gilt und Teil der Straße der Romanik ist. Weiterhin gehören Kloster und Klostergarten zum Projekt Gartenträume Sachsen-Anhalt. Die kleine Siedlung mit dem überlieferten Namen „Dri Beke“, was so viel wie „Drei Bäche“ bedeutet, bildete über viele Jahrhunderte eine Einheit mit dem Kloster.
Etwa 20 Menschen wurden in Wernigerode in Hexenprozessen von 1521 bis 1608 nachweislich zum Tod auf dem Scheiterhaufen verurteilt. Zu den Opfern der Hexenverfolgungen gehörte Mette Fliß aus Drübeck (1583).
Heute hat Drübeck Bedeutung für den Fremdenverkehr. Östlich des Klosters befindet sich die Sankt-Bartholomäus-Kirche des Dorfes, die Ende des 19. Jahrhunderts an der Stelle eines mittelalterlichen Vorgängerbaus errichtet wurde.
Letzter Bürgermeister der ehemaligen Gemeinde war Günter Abel.
Zusammen mit Darlingerode wurde Drübeck am 1. Juli 2009 in die Stadt Ilsenburg (Harz) eingemeindet. Zeitgleich wurde die Verwaltungsgemeinschaft Ilsenburg (Harz), der Drübeck bis dahin angehörte, aufgelöst.

## Politik

### Ortschaftsrat
Drübeck wird von einem fünfköpfigen Ortschaftsrat vertreten.

### Wappen
| | Blasonierung: „In Silber auf grünem Schildfuß eine schwarz gefugte rote Burg mit drei spitzbedachten Türmen, der mittlere Turm breiter und höher mit zwei schwarzen Fensteröffnungen nebeneinander, die Außentürme mit je einer schwarzen Fensteröffnung; die Dächer schwarz und golden beknauft.“ |
| Wappenbegründung: Das Wappen geht auf ein 1778 geführtes Siegel zurück. Der Ort war früher ummauert und hatte Befestigungstürme. Das Wappen wurde am 23. Dezember 1999 durch das Regierungspräsidium Magdeburg genehmigt. | |

## Wirtschaft und Infrastruktur
Drübeck liegt an der Bahnstrecke Heudeber-Danstedt–Bad Harzburg. Nächster Haltepunkt ist Darlingerode. Nördlich des Klosters befindet sich im Ort der Gemeindekrug Drübeck. Durch den Ort verläuft der Europaradweg R1.

## Persönlichkeiten

### Söhne und Töchter des Ortes
- Ernst Peter Hecht (1652–1731), Münzmeister
- Christoph Friedrich Jasche (1780–1871), Naturforscher
- Wilhelm Dieckmann (1863–1933), Landwirt und Politiker (NSDAP), Reichstagsabgeordneter
- Werner Kolde (* 1947), Landtagsabgeordneter (DVU)

### Personen, die mit dem Ort in Verbindung stehen
- Anna Freiin von Welck (1865–1925), 47. Äbtissin des Klosters Drübeck
- Guido Fulst (* 1970), Olympiasieger und Weltmeister im Radsport, wuchs hier auf
- Enrico Becker (1982–2014), Motorradrennfahrer, wuchs hier auf